# Fallo antisportivo
Nella pallacanestro, il fallo antisportivo è un contatto falloso di un giocatore che, a giudizio dell'arbitro, non è un tentativo legittimo di giocare la palla. Dopo due falli antisportivi un giocatore deve essere espulso.
L'arbitro per sanzionare un fallo antisportivo deve valutare solo l'azione. 
Il fallo in difesa viene sanzionato sempre assegnando due tiri liberi, anche se il giocatore non era in atto di tiro. Successivamente la squadra che ha beneficiato dei tiri liberi avrà il possesso di palla, con una rimessa dalla linea di rimessa in zona d'attacco con 14" sul cronometro dei 24".